# Jenna Elfman
Jennifer Mary "Jenna" Elfman, född Butala den 30 september 1971 i Los Angeles, Kalifornien, är en amerikansk skådespelare och producent. 
Elfman är främst känd för rollen som Dharma i TV-serien Dharma & Greg, för vilken hon 1998 vann en Golden Globe för bästa huvudroll i en komediserie (samt nomineringar året innan och efter).
Jenna Elfman är sedan 1995 gift med Bodhi Elfman, som är brorson till filmmusik-kompositören Danny Elfman. Paret har två söner, födda 2007 respektive 2010. 
Hon är medlem i scientologikyrkan.

## Filmografi, i urval
- 1992 – Mord och inga visor (TV-serie) (okrediterad som dansare i bakgrund, 1 avsnitt)
- 1995 – Roseanne (TV-serie) (1 avsnitt)
- 1996 – På spaning i New York (TV-serie) (1 avsnitt)
- 1996 – Sista chansen (TV-film)
- 1997–2002 – Dharma & Greg (TV-serie) (119 avsnitt)
- 1997 – Även en lönnmördare behöver en träff ibland
- 1998 – Dr. Dolittle (röstroll)
- 1999 – EDtv
- 2000 – Tro, hopp, kärlek
- 2001 – Män & kvinnor
- 2003 – Looney Tunes: Back in Action
- 2004–2011 – 2 1/2 män (TV-serie) (3 avsnitt)
- 2007 – Brothers & Sisters (TV-serie) (1 avsnitt)
- 2008 – My Name Is Earl (TV-serie) (1 avsnitt)
- 2009 – The Six Wives of Henry Lefay
- 2009–2010 – Accidentally on Purpose (TV-serie) (18 avsnitt)
- 2011 – Friends with Benefits
- 2012 – Damages (TV-serie) (7 avsnitt)
- 2012 – Shameless (TV-serie) (1 avsnitt)
- 2018–2023 – Fear the Walking Dead (TV-serie) (75 avsnitt)
- 2025 – Shifting Gears (TV-serie) (3 avsnitt)